# Хольстум
Хольстум (нем. Holsthum) — община в Германии, в земле Рейнланд-Пфальц. 
Входит в состав района Айфель-Битбург-Прюм. Подчиняется управлению Иррель.  Население составляет 583 человека (на 31 декабря 2010 года). Занимает площадь 9,31 км².